# Mordellistena pilipennis
Mordellistena pilipennis is een keversoort uit de familie spartelkevers (Mordellidae). De wetenschappelijke naam van de soort is voor het eerst geldig gepubliceerd in 1944 door Ray.